# Вест-Декейтер (Пенсільванія)
Вест-Декейтер (англ. West Decatur) — переписна місцевість (CDP) в США, в окрузі Клірфілд штату Пенсільванія. Населення — 453 особи (2020).

## Географія
Вест-Декейтер розташований за координатами 40°55′44″ пн. ш. 78°16′54″ зх. д. / 40.92889° пн. ш. 78.28167° зх. д. (40.928866, -78.281706).  За даними Бюро перепису населення США в 2010 році переписна місцевість мала площу 3,63 км², з яких 3,63 км² — суходіл та 0,00 км² — водойми.

## Демографія
Згідно з переписом 2010 року, у переписній місцевості мешкали 533 особи в 219 домогосподарствах у складі 151 родини. Густота населення становила 147 осіб/км².  Було 242 помешкання (67/км²).
Расовий склад населення:
| - 99,4 % — білих - 0,2 % — корінних американців - 0,2 % — чорних або афроамериканців |

До двох чи більше рас належало 0,2 %. Частка іспаномовних становила 0,4 % від усіх жителів.
За віковим діапазоном населення розподілялося таким чином: 22,7 % — особи молодші 18 років, 63,2 % — особи у віці 18—64 років, 14,1 % — особи у віці 65 років та старші. Медіана віку мешканця становила 40,6 року. На 100 осіб жіночої статі у переписній місцевості припадало 96,7 чоловіків;  на 100 жінок у віці від 18 років та старших — 99,0 чоловіків також старших 18 років.
Середній дохід на одне домашнє господарство  становив 45 539 доларів США (медіана — 35 563), а середній дохід на одну сім'ю — 60 105 доларів (медіана — 58 333). За межею бідності перебувало 5,8 % осіб, у тому числі 0,0 % дітей у віці до 18 років та 3,8 % осіб у віці 65 років та старших.
Цивільне працевлаштоване населення становило 206 осіб. Основні галузі зайнятості: освіта, охорона здоров'я та соціальна допомога — 32,0 %, виробництво — 22,3 %, будівництво — 9,7 %, науковці, спеціалісти, менеджери — 9,2 %.